# Microglanis malabarbai
Microglanis malabarbai es una especie de peces de la familia Pseudopimelodidae en el orden de los Siluriformes.

## Morfología
• Los machos pueden llegar alcanzar los 5 cm de longitud total.

## Hábitat
Es un pez de agua dulce y de clima tropical.

## Distribución geográfica
Se encuentran en Sudamérica: río Ijuí (afluente del río Uruguay, Rio Grande do Sul, Brasil ).